# Bahnhof Middelburg
Der Bahnhof Middelburg ist der Bahnhof der Stadt Middelburg in der niederländischen Provinz Zeeland. Er liegt an der Bahnstrecke Roosendaal–Vlissingen, welche von Vlissingen nach Roosendaal führt.
Der Bahnhof wurde 1872 eröffnet und 2000 modernisiert. Er verfügt über zwei Gleise sowie zwei Seitenbahnsteige, an denen jeweils halbstündlich pro Richtung ein Intercity nach Amsterdam bzw. Vlissingen halten. Auf dem neugestalteten Vorplatz halten diverse Buslinien, die den Bahnhof mit dem Umland verbinden. Des Weiteren gibt es einen Taxistand sowie mehrere Fahrradabstellplätze.
Der Bahnhof ist ein Rijksmonument.

## Streckenverbindungen
Am Bahnhof Middelburg verkehren im Jahresfahrplan 2022 folgende Linien:
| Zugtyp    | Linienverlauf | Frequenz |
| --------- | --- | --- |
| Intercity | Amsterdam Centraal – Amsterdam Sloterdijk – Haarlem – Leiden Centraal – Den Haag HS – Delft – Rotterdam Centraal – Dordrecht – Roosendaal – Middelburg – Vlissingen | halbstündlich (hält stündlich sowie abends und am Wochenende ganztägig an allen Bahnhöfen zwischen Bergen op Zoom und Vlissingen) |
| Sprinter  | Roosendaal – Bergen op Zoom – Goes – Middelburg – Vlissingen | stündlich (fährt nicht abends und am Wochenende)                                                                                  |

## Belege
1. ↑  Monumentnummer: 29017. In: cultureelerfgoed.nl. Rijksdienst voor het Cultureel Erfgoed, abgerufen am 16. März 2019 (niederländisch)